# Церква Покрови Пресвятої Богородиці (Лисівці)
Церква Покрови Пресвятої Богородиці в Лисівцях — парафія і храм греко-католицької громади Товстенського деканату Бучацької єпархії Української греко-католицької церкви в селі Лисівці Чортківського району Тернопільської области.

## Історія церкви
Перша згадка про парафію і церкву датується 1700 роком. Це був глиняний храм, покритий соломою, який, за свідченнями інспекції 1732 року, мав вигляд убогої хати. Будівництво нинішньої церкви розпочалося у 1906 році і завершилося у 1910 році за проєктом архітектора Рейнера.
Восени 1939 року в парафіяльній церкві відбулася остання, 125-та місія владики Станиславівської єпархії Григорія Хомишина. До 1946 року парафія була греко-католицькою, але під тиском влади перейшла до Московського патріархату. З 1990 року, за рішенням громади, парафія і храм повернулися в лоно УГКЦ.
23 травня 1990 року о. Онуфрій Швигар разом з громадою перейшов з московського православ'я до УГКЦ.
28 листопада 1999 року владика Михаїл Сабрига відвідав парафію та освятив храм після завершення розпису.
У вересні 2001 року парафію відвідав владика Іриней Білик, який освятив духовний комплекс для водоосвячення на березі річки Серет.
6 травня 2010 року, на святкування 100-річчя церкви Покрови Пресвятої Богородиці, парафію відвідав Апостольський Адміністратор Димитрій Григорак.
У храмі зберігається чудотворна ікона Матері Божої. Парафія має відпуст на свято Великомученика Юрія Переможця.
При парафії діють: братство «Апостольство молитви», спільнота «Матері в молитві» та Вівтарна дружина. На території парафії також є фігури Матері Божої, пам'ятні хрести та духовний комплекс для водоосвячення на березі річки Серет.

## Парохи
- о. Григорій Ковч (1894—1908),
- о. Коростій (1908—1911),
- о. Йосип Вигнанський (1911—1921),
- о. Віктор Лозинський (1921—1933),
- о. Теодозій-Володимир Атаманюк (1933—1939),
- о. Іван Амброзяк, о. Йосиф Гірник, о. Василь Чиж (1939—1946),
- о. Василь Погорецький (1991—1992),
- о. Михайло Стефанчук (з 14 березня 1992).